# تدفق كهربائي
التدفق الكهربائي أو الفيض الكهربائي هو كمية خطوط المجال الكهربائي التي تعبر سطح ما، فكلما زادت هذه الخطوط زادت قيمة التدفق، وإذا كانت قيمة التدفق موجبة فذلك يعني أن الخطوط خارجة من السطح أما إذا كانت سالبة فذلك يعني أن الخطوط داخلة نحو السطح. و في حالة سطح مغلق يمكن حساب قيمة التدفق الكهربائي حسب قانون غاوس الذي ينص على أن كمية خطوط المجال الكهربائي التي تعبر سطحا مغلقا (سطح غاوس) مساوية لخارج قسمة المجموع الكلي للشحنة التي بداخل ذلك السطح على نفاذية الفراغ.

## عوامل التدفق الكهربائي
وبالرغم من أنه يتم تعريف التدفق الكهربائي على أنه عدد خطوط المجال فإننا لانستطيع أن نحصر هذه الخطوط لأن عددها غير متناهي وتتوقف على:
1- شدة المجال المغناطيسي:
ويتناسب التدفق الكهربي مع شدة المجال تناسبا طرديا فكلما زاد المجال زاد التدفق والعكس صحيح.
2- مساحة السطح:
يتناسب التدفق تناسبا طرديا مع مساحة السطح المعرض للمجال فكلما زادت مساحة السطح زاد التدفق.
3- زاوية ميلان الخطوط:
يتناسب التدفق طرديا مع جيب تمام زاوية ميلان الخطوط عن الخط العمودي على السطح.
ومن ذلك نستنتج المعادلة التالية:
{\displaystyle \Phi _{E}=\int _{S}\mathbf {E} \cdot d\mathbf {A} }
حيث
E هي المجال الكهربائي
dA وهي مساحة تفاضلية على السطح المغلق {\displaystyle S} مقابل بشكل خارجي لعمود السطح وبهذا يحدد اتجاه المجال الكهربائي.
القانون في صيغته التكاملية هو أولى معادلات ماكسويل الأربع والوحدة الدولية للتدفق الكهربائي هي فولت. متر
أما في حالة التدفق الكهربي لسطح مغلق يحوي داخله شحنة فإنه يتأثر بالعوامل التالية:
1- مقدار الشحنة الكلية داخل السطح.
2- السماحية الكهربائية للوسط.
ولا يعتمد التدفق الكهربائي لسطح مغلق على شكل السطح حيث أن عدد خطوط المجال الخارجة أو الداخلة ستخترق السطح مهما كان شكله.
الحالات التي ينعدم فيها التدفق الكهربائي على سطح مغلق:
1- لا توجد شحنات كهربائية داخل السطح.
2- محصلة الشحنة الكلية داخل السطح تساوي صفر.
3- عندما يكون عدد خطوط المجال الكهربائي الداخلة للسطح يساوي عدد خطوط المجال الخارجة منه.